# One Step Beyond...
One Step Beyond... es el primer álbum del grupo de ska Madness editado en el año 1979. El disco presentaba algunas referencias al músico jamaicano Prince Buster, a quien dedican el tema The Prince y la canción que abre el álbum y que lo da título, One Step Beyond, tema que apareció publicado por primera vez como cara B de su sencillo de 1964 Al Capone. 

## Canciones
| N.º   | Título                       | Duración |  |
| 1.    | «One Step Beyond»            | 2:18     |  |
| 2.    | «My Girl»                    | 2:44     |  |
| 3.    | «Night Boat to Cairo»        | 3:31     |  |
| 4.    | «Believe Me»                 | 2:28     |  |
| 5.    | «Land of Hope and Glory»     | 2:57     |  |
| 6.    | «The Prince»                 | 3:18     |  |
| 7.    | «Tarzan's Nuts»              | 2:24     |  |
| 8.    | «In the Middle of the Night» | 3:01     |  |
| 9.    | «Bed and Breakfast Man»      | 2:33     |  |
| 10.   | «Razor Blade Alley»          | 2:44     |  |
| 11.   | «Swan Lake»                  | 2:36     |  |
| 12.   | «Rockin In a Flat»           | 2:29     |  |
| 13.   | «Mummy's Boy»                | 2:23     |  |
| 14.   | «Madness»                    | 2:38     |  |
| 15.   | «Chipmunks Are Go!»          | 0:51     |  |
| 38:53 |                              |          |  |

## Créditos
- Suggs
- Mike Barson
- Chris Foreman
- Mark Bedford
- Lee Jay Thompson
- Daniel Woodgate
- Chas Smash

## Posición en las listas de ventas
| Fecha    | Sencillo        | Lista | Posición |
| -------- | --------------- | ----- | -------- |
| Sep 1980 | The Prince      | UK    | N.º 16   |
| Nov 1980 | One Step Beyond | UK    | N.º 7    |
| Ene 1980 | My Girl         | UK    | N.º 3    |